# Оливија де Хевиленд
Оливија де Хевиленд (енгл. Olivia de Havilland; Токио, 1. јул 1916 — Париз, 26. јул 2020) била је британско-америчка глумица. Филмску каријеру је почела тридесетих, а 1946. године и 1949. године награђена је Оскаром за најбољу главну глумицу – за улоге у филмовима Свакоме своје и Наследница.

## Детињство
Оливија Мери де Хевиленд је рођена 1916. године у Токију, где је њен отац Волтер Август радио као адвокат за патенте. Оливијина мајка, Лилијан Августа, била је мање позната глумица, која је радила под псеудонимом Лилијан Фонтејн. Када је имала годину дана, Оливија је добила сестру Џоун. Никада нису биле у добрим односима и често су се свађале. Године 1975. прекинуле су сваки контакт. Де Хевилендови су се 1918. године преселили у Саратогу (Калифорнија) због веома лошег здравља мале Џоун. Ту су сестре похађале средњу школу Лос Гатос, а Оливија још и вишу школу Нотр–дам. Њихов рођак био је Џефри де Хевиленд, који је изумео двомоторни војни авион Де Хевиланд DH.98 Москито.

## Каријера
Први велике наступе пред публиком Де Хевилендова је имала у позоришту, почетком тридесетих, као Хермија у представи Сан летње ноћи. Кућа Ворнер брадерс је пожелела да сними филмску верзију представе. Иако су многе глумце из позоришта заменили својим звездама, одлучили су да задрже Оливију. Тако је Хевилендова имала свој филмски деби 1935. године. Уследиле су улоге у филмовима Alibi Ike и The Irish in Us са Џејмсом Кегнијем. Оливија је радо прихватила и понуде за филмове Captain Blood, The Charge of the Light Brigade и Авантуре Робина Худа у којима јој је партнер био Ерол Флин. То су била прва три од укупно осам филмова колико ће снимити са њим. Њен успон у Холивуду почео је када је Џоун Фонтејн одбила понуду Џорџа Кјукора да тумачи лик Мелани Вилкс у епском спектаклу Прохујало са вихором. Фонтејнова се надала да ће добити улогу Скарлет, али када јој је Кјукор објаснио да је за њу већ изабрана Вивијен Ли, ова је хладно одговорила: „Питајте моју сестру!“ и напустила његову канцеларију. Хевилендова је прихватила улогу и за њу била номинована за Оскар за најбољу споредну глумицу. Баш када је њена каријера нагло добила полет, Оливија је добила америчко држављанство 1941. године.
После пар филмова, Оливија почиње да долази у сукобе са продуцентима и режисерима, тврдећи да њен таленат никада неће доћи до изражаја ако наставе да јој дају улоге стидљивих и наивних девојчица. Видевши да њене примедбе не наилазе на разумевање, она одбија неколико улога које јој нису биле по вољи. Челници Ворнера убрзо доносе одлуку да се сви глумци који одбију више од три понуде суспендују на неколико месеци. Као и увек, најхрабрија и најратоборнија међу звездама, Бети Дејвис, диже медијску ларму и тужи студио, али губи процес. Одмах после ње то чини и Де Хевилендова, на чију страну стаје Удружење филмских глумаца, и они добијају, те се глумцима опет враћају слободе при избору улога које су им претходно биле укинуте. Оливија овим осваја наклоност великог броја својих колега, између осталих и своје сестре Џоун, која изјављује: „Холивуд дугује Оливији за један сјајан споразум!“ Овај закон је данас познат под именом Де Хевиленд, али жена која се изборила за њега, добила је отказ. Оливија потом прелази у Парамаунт пикчерс и потписује трогодишњи уговор. За први филм који је ту снимила – Заустави зору, добија другу номинацију за Оскара. Потом долазе много боље и разноврсније понуде. Свој први Оскар за најбољу главну глумицу добија 1946. године за улогу у филму Свакоме своје. Поново је номинована две године касније, за филм Змијско легло, а други пут добија награду 1949. године за улогу у драми Наследница.

## Филмографија
| Улоге Оливије де Хевиленд |                                   |               |               |          |
| Година                    | Српски назив                      | Изворни назив | Улога         | Напомена |
| 1935.                     |                                   |               |               |          |
| 1935.                     |                                   |               |               |          |
| 1935.                     |                                   |               |               |          |
| 1935.                     | Крвави капетан                    |               | Арабела Бишоп |          |
| 1936.                     |                                   |               |               |          |
| 1936.                     |                                   |               |               |          |
| 1937.                     |                                   |               |               |          |
| 1937.                     |                                   |               |               |          |
| 1937.                     |                                   |               |               |          |
| 1938.                     |                                   |               |               |          |
| 1938.                     | Авантуре Робина Худа              |               | леди Меријан  |          |
| 1938.                     |                                   |               |               |          |
| 1938.                     |                                   |               |               |          |
| 1939.                     |                                   |               |               |          |
| 1939.                     |                                   |               |               |          |
| 1939.                     | Приватан живот Елизабете и Есекса |               |               |          |
| 1939.                     | Прохујало са вихором              |               |               |          |
| 1939.                     |                                   |               |               |          |
| 1940.                     |                                   |               |               |          |
| 1940.                     |                                   |               |               |          |
| 1941.                     |                                   |               |               |          |
| 1941.                     |                                   |               |               |          |
| 1941.                     |                                   |               |               |          |
| 1942.                     |                                   |               |               |          |
| 1942.                     |                                   |               |               |          |
| 1943.                     |                                   |               |               |          |
| 1943.                     |                                   |               |               |          |
| 1944.                     |                                   |               |               |          |
| 1946.                     |                                   |               |               |          |
| 1946.                     |                                   |               |               |          |
| 1946.                     |                                   |               |               |          |
| 1946.                     |                                   |               |               |          |
| 1948.                     |                                   |               |               |          |
| 1949.                     |                                   |               |               |          |
| 1952.                     |                                   |               |               |          |
| 1955.                     |                                   |               |               |          |
| 1955.                     |                                   |               |               |          |
| 1956.                     |                                   |               |               |          |
| 1958.                     |                                   |               |               |          |
| 1959.                     |                                   |               |               |          |
| 1962.                     |                                   |               |               |          |
| 1964.                     |                                   |               |               |          |
| 1964.                     |                                   |               |               |          |
| 1970.                     |                                   |               |               |          |
| 1972.                     |                                   |               |               |          |
| 1977.                     |                                   |               |               |          |
| 1978.                     |                                   |               |               |          |
| 1979.                     |                                   |               |               |          |
| 2009.                     |                                   |               |               |          |